# پرکا
پرکا (به ایتالیایی: Perca) یک منطقهٔ مسکونی در ایتالیا است که در تیرول جنوبی واقع شده‌است.

## خصوصیات
پرکا ۳۰٫۳ کیلومترمربع مساحت و ۱٬۴۴۹ نفر جمعیت دارد.